# Condado de Monroe (Iowa)
O Condado de Monroe é um dos 99 condados do estado norte-americano de Iowa. A sede do condado é Albia, que é também a sua maior cidade. O condado tem uma área de 1124 km² (dos quais 2 km² estão cobertos por água), uma população de 7970 habitantes, e uma densidade populacional de 7,1 hab/km² (segundo o censo nacional de 2010). O condado foi fundado em 1843 e recebeu o seu nome em homenagem a James Monroe (1758–1831), o quinto presidente dos Estados Unidos.